# Dreieck Nossen
Het Dreieck Nossen is een verkeersknooppunt in de Duitse deelstaat Saksen.
Op het knooppunt sluit de A14 uit Leipzig aan op de A4 Kirchheimer Dreieck-Poolse grens ten noordoosten van Görlitz.

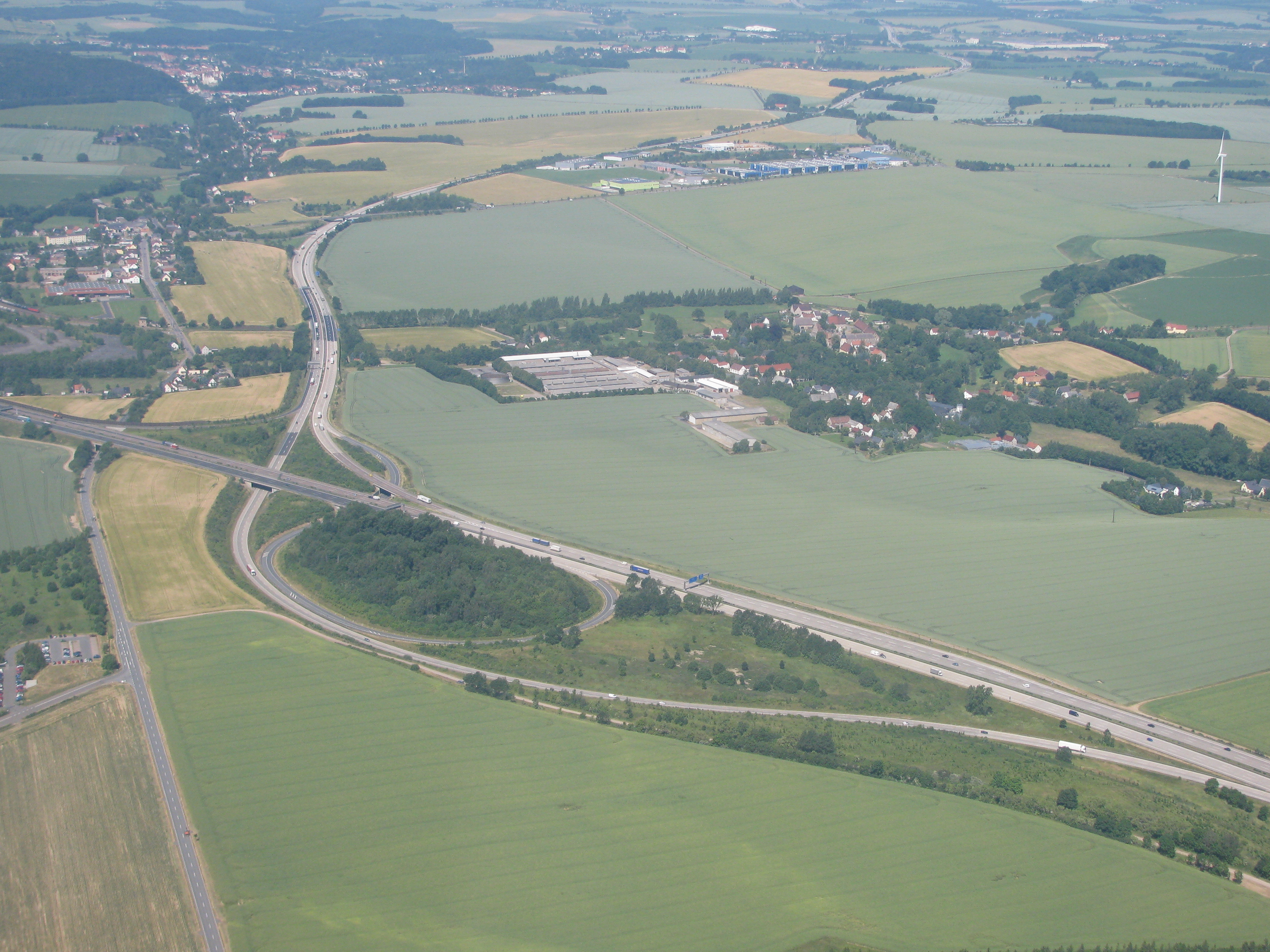
Luchtfoto van het knooppunt

## Configuratie
Knooppunt
Het is een trompet knooppunt.
Speciaal aan het knooppunt is wel dat de verbindingsweg Chemnitz-Leipzig eerst met een tunnel onder zowel de A4 als de verbindingsweg
Dresden-Leipzig kruist alvorens op de verbindingsweg Dresen-Leipzig aan te sluiten.
Rijstrook
Nabij het knooppunt heeft de A4 2x3 rijstroken en de A14 heeft 2x2 rijstroken.De verbindingswegen van en naar Dresden hebben twee rijstroken , die van en naar Chemnitz hebben één rijstrook.

## Verkeersintensiteiten
Dagelijks passeren ongeveer 79.000 voertuigen het knooppunt.
| Van                  | Naar               | Gemiddeld aantal voertuigen per dag | Percentage vrachtverkeer |
| -------------------- | ------------------ | ----------------------------------- | ------------------------ |
| AS Siebenlehn (A 4)  | AD Nossen          | 46.500                              | 15,8 %                   |
| AD Nossen            | AS Wilsdruff (A 4) | 80.000                              | 17,7 %                   |
| AS Nossen-Ost (A 14) | AD Nossen          | 30.900                              | 21,3 %                   |

## Richtingen knooppunt
| Aansluitende wegen                           | Aansluitende wegen         | Aansluitende wegen | Aansluitende wegen | Aansluitende wegen |
| -------------------------------------------- | -------------------------- | ------------------ | ------------------ | ------------------ |
| richting Leipzig / Halle (Saale) Maagdenburg |                            |                    |                    |                    |
|                                              |                            |                    |                    |                    |
|                                              | richting Dresden / Görlitz |                    |                    |                    |
|                                              |                            |                    |                    |                    |
| richting Chemnitz / Erfurt                   |                            |                    |                    |                    |